# Kosorín
Kosorín é um município da Eslováquia localizado no distrito de Žiar nad Hronom, região de Banská Bystrica.

## Demografia
| Ano:        | 1994 | 2004   | 2014   | 2024   |
| ----------- | ---- | ------ | ------ | ------ |
| Broj ljudi: | 408  | 409    | 425    | 439    |
| Razlika:    |      | +0,24% | +3,91% | +3,29% |

| Ano:               | 2023 | 2024   |
| ------------------ | ---- | ------ |
| Número de pessoas: | 454  | 439    |
| Diferença:         |      | -3,30% |